# Zanzibar (pays)
Pour les articles homonymes, voir Zanzibar.
1963–1964
Entités précédentes :
- Protectorat de Zanzibar

Entités suivantes :
- Gouvernement révolutionnaire de Zanzibar (Tanzanie)

Le Zanzibar, en forme longue à sa création, l'État de Zanzibar puis la république populaire de Zanzibar, était un État indépendant issu de la décolonisation britannique du protectorat de Zanzibar le 10 décembre 1963, qui fut incorporé au Tanganyika le 26 avril 1964 en tant que gouvernement révolutionnaire de Zanzibar pour former la Tanzanie actuelle.

## Géographie
L'État de Zanzibar s'étendait sur deux des trois îles principales de l'archipel de Zanzibar situé dans l'océan Indien : les îles de Pemba et d'Unguja, cette dernière abritant la capitale, Zanzibar City.

## Histoire

Drapeau de la république populaire de Zanzibar en usage en janvier 1964.

Drapeau de la république populaire de Zanzibar en usage du 12 janvier 1964- au 26 avril 1964.

La naissance de l'État de Zanzibar se fait dans l'agitation avec des émeutes raciales durant les élections législatives de 1961. Les Britanniques, réalisant qu'une autodétermination est inévitable, mettent fin au protectorat et accordent l'indépendance à Zanzibar le 10 décembre 1963 sous la forme d'un sultanat membre du Commonwealth avec à sa tête Jamshid bin Abdullah, le sultan au pouvoir depuis juillet 1963.
Mais le climat de tension populaire et politique ne se calme pas : les manifestations sont courantes, les séances parlementaires sont agitées et des émeutes raciales d'une grande violence débouchent sur une révolution. Ces actions menées par un groupe armé de quelques centaines de paramilitaires dirigés par John Okello, originaire de l'île de Pemba, se déroulent dans la nuit du 11 au 12 janvier 1964. Le lendemain, les infrastructures de communication de l'île et les trois casernes de police sont aux mains des rebelles qui renversent le sultan et installent une junte marxiste-léniniste. Le chef de « l'Afro Shirazi Party », le cheik Abeid Amani Karume, est alors nommé président de la république populaire et les autres dirigeants du parti constituent le gouvernement révolutionnaire de Zanzibar.
Le coût humain de cette révolution est élevé puisqu'elle s'accompagne de massacres et de pillages visant principalement les propriétaires terriens et les riches commerçants arabes ainsi que leurs relais indiens. Ces violences font plusieurs milliers de victimes (certaines sources parlent de cinq mille morts, d'autres de dix-sept mille) et des milliers d’habitants sont chassés.
Ces troubles au Zanzibar manquent de déstabiliser le jeune État de Tanganyika, indépendant depuis le 9 décembre 1961 : un coup d'État est proche de renverser le président Julius Nyerere. Ce dernier organise alors une rencontre avec le cheikh Abeid Amani Karume afin de trouver un accord politique. Selon les termes de cet accord, les deux pays fusionnent le 24 avril 1964 pour donner naissance à la « république unie de Tanganyika et de Zanzibar », rebaptisée quelques mois plus tard « république unie de Tanzanie » ou plus simplement « Tanzanie » avec à sa tête les président Julius Nyerere et vice-président Abeid Amani Karume. L’accord stipule aussi qu'Abeid Amani Karume reste à la tête du gouvernement révolutionnaire de Zanzibar qui est chargé de gérer l'autonomie politique de Zanzibar.

## République populaire de Pemba

Drapeau de la république populaire de Pemba.

Le 18 janvier 1964, l'île de Pemba déclare son indépendance vis-à-vis de la république populaire de Zanzibar et adopte son propre drapeau. Cette nouvelle république est éphémère : elle est réintégrée le même mois à Zanzibar,.

### Sources
- (fr) Zanzibar, le royaume perdu des Arabes - Les Européens et le protectorat britannique
- (en) Zanzibar Unveiled - The Zanzibar Revolution